# Elisio Gabardo
Elísio João Gabardo (Curitiba, 1 de julho de 1911 —  Curitiba,18 de março de 1969), também conhecido como Eliseu, foi um futebolista ítalo-brasileiro que atuava como atacante.
É irmão mais velho de outros ex-futebolistas: Idilio Gabardo, conhecido também com Gabardinho; Dibailo Gabardo e Hemenegildo Gabardo.

## Carreira
Elísio foi destaque do Palestra Itália de Curitiba, sendo campeão paranaense pelo clube.
Em 1933, chegou ao Palmeiras. Sua estreia aconteceu em 5 de março em um amistoso disputado em Jundiaí contra o Paulista, onde a partida foi interrompida ainda no primeiro tempo devido a uma briga envolvendo a torcida. Marcou seu primeiro gol pelo clube em 9 de abril, contra o Ypiranga-SP. Em 5 de novembro do mesmo ano, participou da maior goleada da história sobre o Corinthians, um 8x0 no Estádio Palestra Italia, no qual marcou o 4º gol da partida.
Pelo Verdão, foi bicampeão paulista, vencendo, inclusive, o primeiro estadual da era profissional, em 1933. Sua última partida no clube foi um 2x2 São Paulo da Floresta, em 10 de março de 1935. Ao todo, atuou em 50 jogos (36 vitórias, 7 empates, 7 derrotas) e marcou 27 gols.
Ainda em 1935, teve uma passagem pelo Fluminense, onde fez sete jogos entre junho e agosto e ganhou o Torneio Aberto.
Em 1935, com Vicente Arnoni, trocaram o Palmeiras pelo Milan, tornando-se os primeiros brasileiros a vestirem rossonero. Gabardo permaneceu no Milan durante três temporadas, onde esteve frequentemente em campo, marcando 9 gols em 62 jogos. 
No verão de 1938 foi vendido para a Ligúria, um dos nomes da Sampdoria antes de sua fusão. Em Gênova, ao lado de Angelo Bollano, foi o protagonista do "milagre da Ligúria" que na temporada 1938-1939 conquistou o título de campeão de inverno, para depois ceder à distância, terminando na quinta colocação. Durante esta temporada, graças ao seu status de nativo, disputou uma partida pela Seleção Italiana B contra uma Seleção do Sudeste da França.
No segundo semestre de 1939, fechou com o Genoa e foi primeiro jogador nascido no Brasil a ter passado pelos grifoni. Devido a alguns problemas físicos, não conseguiu entrar em campo com regularidade, marcando 13 gols em 29 partidas disputadas e no verão de 1941 ele deixou Gênova.
Em 1943, ainda atuou pelo Santos.
Após a Segunda Guerra Mundial, ele jogou pelo Gattinara na Série C.
Ele fez um total de 118 partidas e 30 gols na Série A.

### Títulos
Palestra Itália FC
- Campeonato Paranaense: 1932

Palmeiras
- Torneio Rio-São Paulo: 1933
- Campeonato Paulista: 1933[9] e 1934[21][22]
- Torneio Início do Campeonato Paulista: 1935

Fluminense
- Torneio Aberto de Futebol do Rio de Janeiro: 1935